# ادوارد بروک
ادوارد بروک (به انگلیسی: Edward Brooke) سناتور سابق عضو حزب جمهوری‌خواه ایالات متحده آمریکا بود. وی در سال ۱۹۶۷ تا ۱۹۷۹ میلادی سناتور ایالت ماساچوست در سنای ایالات متحده آمریکا بود.
ادوارد بروک نخستین سناتور سیاهپوست در ایالات متحده آمریکا بود.